# 欒巴
欒 巴（らん は、生年不詳 - 168年）は、後漢の宦官。字は叔元。本貫は魏郡内黄県。

## 経歴
若くして道学を好み、俗事を修めなかった。順帝のとき、宦官として後宮に仕え、黄門令に任じられたが、その仕事を好んでいなかった。性格は実直で、宦官でありながら、常侍たちと交流しようとしなかった。後に男性的な特徴が現れてきたため、引退を願い出たが、抜擢されて郎中に任じられた。4回転任して桂陽太守となった。桂陽郡は南方にあったことから、儒教的な教化が緩かった。欒巴は郡の官吏や民衆のために婚姻や葬儀の礼を定め、学校を建てて教化を進めた。官吏の能力も低かったため、読み書きを習わせ、試験で優秀だった者を昇任させた。太守として行政をみること7年、病を理由に引退を願い出た。
荊州刺史の李固が欒巴の治績をみて朝廷に推薦すると、欒巴は洛陽に召還されて議郎に任じられ、光禄大夫を代行した。杜喬・周挙ら8人とともに州郡を巡察した。
欒巴は徐州に赴いて巡察し、洛陽に帰ると豫章太守に任じられた。沛国の相に転じた。任所で治績を挙げて洛陽に召還され、尚書に任じられた。順帝が死去し、憲陵が造営されたが、陵のそばには民衆の墓があり、そのほとんどが破壊されたため、欒巴は上書してこれを諫めた。このとき皇太后の梁妠が臨朝称制していたが、朝政を誹謗したとされ、欒巴は投獄され、家に帰されて禁錮とされた。
168年（建寧元年）、霊帝が即位すると、大将軍の竇武と太傅の陳蕃が輔政にあたり、欒巴は召し出されて議郎に任じられた。陳蕃と竇武が殺害されると、欒巴はその仲間として永昌太守に左遷された。欒巴は病と称して赴任せず、陳蕃と竇武の冤罪を上書して訴えた。霊帝は怒って、欒巴を責める詔を下し、その身柄を廷尉に送った。欒巴は自殺した。
子に欒賀があり、官は雲中太守に上った。

## 人物・逸話
- ときに廬山廟に神がいた。廟中の神は帳中で人と語らい、酒を飲んでは杯を投げた。湖に風を起こすことができ、船で行く者に帆を上げて行き交わせていた。欒巴が豫章太守として赴任する十数日前、廟中の神が声を発さなくなり、郡中では疫病が流行した。欒巴が豫章郡に着任すると、みなその所在を知らなかったが、郡内では再び疫病が流行することがなくなった。
- 豫章郡には山川に妖怪が多く、人々は資産を傾けて祈祷をおこない、その害を避けようとしていた。欒巴はもともと道術を心得ており、鬼神を使役することができたため、妖怪の祭祀を全て破壊し、邪な巫覡たちを法の裁きに付したため、怪異現象は消えてしまった。人々は最初恐れていたが、最後にはみな安心するようになった。
- 欒巴が尚書となり、正月元旦の朝廷の宴会に遅刻して現れた。さらに飲酒して西南に向かって酒を吹いた。御史が欒巴の不敬を奏上すると、順帝は欒巴に理由を訊ねた。欒巴は頓首して『臣の故郷である成都県の市が火災に遭ったため、臣は酒を雨として降らせて火を消したのです。臣があえて不敬をおこなったのはこういうわけです』と謝罪した。順帝が駅伝で文書を送って成都県に問い質すと、成都県からは「正月元旦に大きな火災がありましたが、雨が東北からやってきて、火は消し止められました。雨はみな酒臭いものでした」との返答があった。
- ある朝に突然の大風があり、天は霧がかって暗くなり、対座する者が互いに見えなくなるほどであった。このとき欒巴が行方不明になった。ほどなく欒巴が戻ってきたのでこのことを訊ねると、欒巴は「その日は成都に帰って、親に別れを告げてきたのである」といった。

## 伝記資料
- 『後漢書』巻57 列伝第47